# 布拉戈耶夫格勒
布拉戈耶夫格勒（羅馬化：Blagoevgrad），位于保加利亚西南部，是布拉戈耶夫格勒州的首府，人口约65974人（2021年）。
布拉戈耶夫格勒坐落在里拉山脉和皮林山脉脚下的斯特鲁马河河谷，毗邻希腊、塞尔维亚和北马其顿边境，距首都索非亚约100公里。
布拉戈耶夫格勒州是保加利亚西南部的经济和文化中心。旧称“上朱马亚”（羅馬化：Gorna Dzhumaya），1950年5月9日为纪念保共创始人布拉戈耶夫改作现名。为古代色雷斯居民点，属马其顿地区。烟草工业中心，还有木材加工、棉纺织、电机和肉类加工厂。是矿泉疗养地。里拉山坡辟有森林保护区。

## 友好城市
- 美国 亚拉巴马州奥本
- 北馬其頓 代尔切沃
- 希腊 塞雷
- 匈牙利 塞克什白堡
- 希腊 塞萨洛尼基
- 日本 长崎